# Stephen Humphrys
Stephen Peter Humphrys (* 15. September 1997 in Oldham) ist ein englischer Fußballspieler.

## Karriere
Stephen Humphrys wurde in Oldham im Nordwesten von England geboren. Seine Fußballkarriere begann er im rund 15 km nördlich von Manchester gelegenen Bury, um für den dort ansässigen Verein zu spielen. Im Juli 2013 wechselte Humphrys als 15-Jähriger nach London zum FC Fulham. Ab August 2016 spielte der Stürmer in der U23-Mannschaft des Vereins. In der Saison 2016/17 gelangen ihm für das Team bis in den Dezember 2016 in zwölf Spielen die gleiche Anzahl an Toren. Infolgedessen wurde der Trainer der ersten Mannschaft Slaviša Jokanović auf das Talent aufmerksam. Am 17. Dezember 2016 gab Humphrys unter dem Serben sein professionelles Debüt in der zweiten Liga gegen Derby County im Craven Cottage, als er beim 2:2-Unentschieden für Sone Aluko eingewechselt wurde. Nach einem weiteren Einsatz gegen Brighton & Hove Albion in der Liga und im Pokal gegen Cardiff City, wechselte er im Januar 2017 für den Rest der Saison zum Drittligisten Shrewsbury Town als Leihspieler. Für den Verein traf er in 14 Spielen zweimal und sah einmal die Gelb-Rote Karte. Nach seiner Rückkehr nach Fulham spielte er wieder in der U23 und traf bis zum Ende des Jahres 2017 in fünf Spielen zweimal. Ab Januar 2018 wurde Humphrys an den AFC Rochdale verliehen. Für den Drittligisten kam er auf 16 Ligaspiele und zwei Tore. Direkt danach wurde er von Juli 2018 bis Januar 2019 weiter an Scunthorpe United verliehen. In 16 Spielen war viermal erfolgreich als Torschütze. Im Januar 2019 spielte er wieder kurzzeitig in der U23 der „Cottagers“ und wurde noch im gleichen Monat von Southend United unter Vertrag genommen. Am 25. Februar 2019 erlitt er nach einer Kollision mit dem Torhüter von Accrington Stanley, Johnny Maxted, einen Wangenknochen- und Augenhöhlenbruch sowie 15 Knochenbrüche im Gesicht, was dazu führte, dass Metallplatten eingesetzt wurden und er für den Rest der Saison eine Gesichtsmaske tragen musste. Nach einer Operation Anfang März wurde er nach dem Saisonende noch einmal operiert. In der Rückrunde der Spielzeit 2018/19 traf der Angreifer für Southend trotz der Verletzung in 10 Ligaspielen fünfmal. Die gleiche Anzahl an Toren gelangen ihm in der folgenden Saison ebenso, er brauchte dafür allerdings 21 Ligaspiele. Southend stieg am Ende der Saison ab, woraufhin Humphrys im Jahr 2020 zu seiner ehemaligen Leihstation nach Rochdale zurückkehrte. In einem Jahr schoss er in 29 Spielen elf Tore und war damit zusammen mit dem Nordiren Matthew Lund bester Torschütze der Mannschaft. Auch mit Rochdale stieg Humphrys aus der dritthöchsten Spielklasse ab. Im Juli 2021 unterschrieb er einen Vertrag beim vormaligen Ligakonkurrenten Wigan Athletic.
Im September 2022 wechselte er als Leihspieler für ein Jahr nach Schottland zu Heart of Midlothian. In der Saison 2023/24 lief er wieder für Wigan Athletic auf. Nach Ablauf seines Vertrags in Wigan schloss sich Humphreys Ende August 2024 dem Drittligisten FC Barnsley an.